# Достик (Келеський район)
Дости́к (каз. Достық) — село у складі Келеського району Туркестанської області Казахстану. Входить до складу Ушкинського сільського округу.
Населення — 2005 осіб (2021; 1559 у 2009, 809 у 1999, 488 у 1989).